# Pieve di San Martino a Vado
La Pieve di San Martino a Vado è un edificio sacro che si trova a Strada in Casentino, nel comune di Castel San Niccolò, in provincia di Arezzo.

## Storia e descrizione
La Pieve è ancora oggi uno dei più importanti monumenti religiosi del Casentino e una delle più notevoli chiese romaniche della vallata. Una chiesa con tale dedicazione è già ricordata nel 1028, ma quella che oggi si vede, nelle sue forme e dimensioni attuali fu costruita nel XII secolo, secondo un'antica tradizione per volontà testamentaria della contessa Matilde di Canossa, ma più probabilmente su iniziativa dei Conti Guidi insediati nel castello vicino. La chiesa ebbe vari interventi, i più importanti dei quali quelli seguiti alla grave inondazione del vicino torrente Solano che la chiesa subì nel 1745. La chiesa assunse così un aspetto tardo barocco, cancellato quasi completamente negli interventi di restauro e 'ripristino' operati tra 1961 e 1971 che eliminarono anche gli otto altari lapidei rimasti.
La Pieve è quella, tra le altre ancora esistenti attorno al Pratomagno, il cui presente aspetto rispecchia maggiormente quello originario, eccetto il campanile accanto all'abside più tardo rispetto a quello antico che era invece accanto alla facciata. Quest'ultima, a salienti, caratterizzata dal bel parato in arenaria, mostra tracce di archetti pensili, e al centro un portale sei-settecentesco sormontato da una finestra con timpano mistilineo dello stesso periodo.

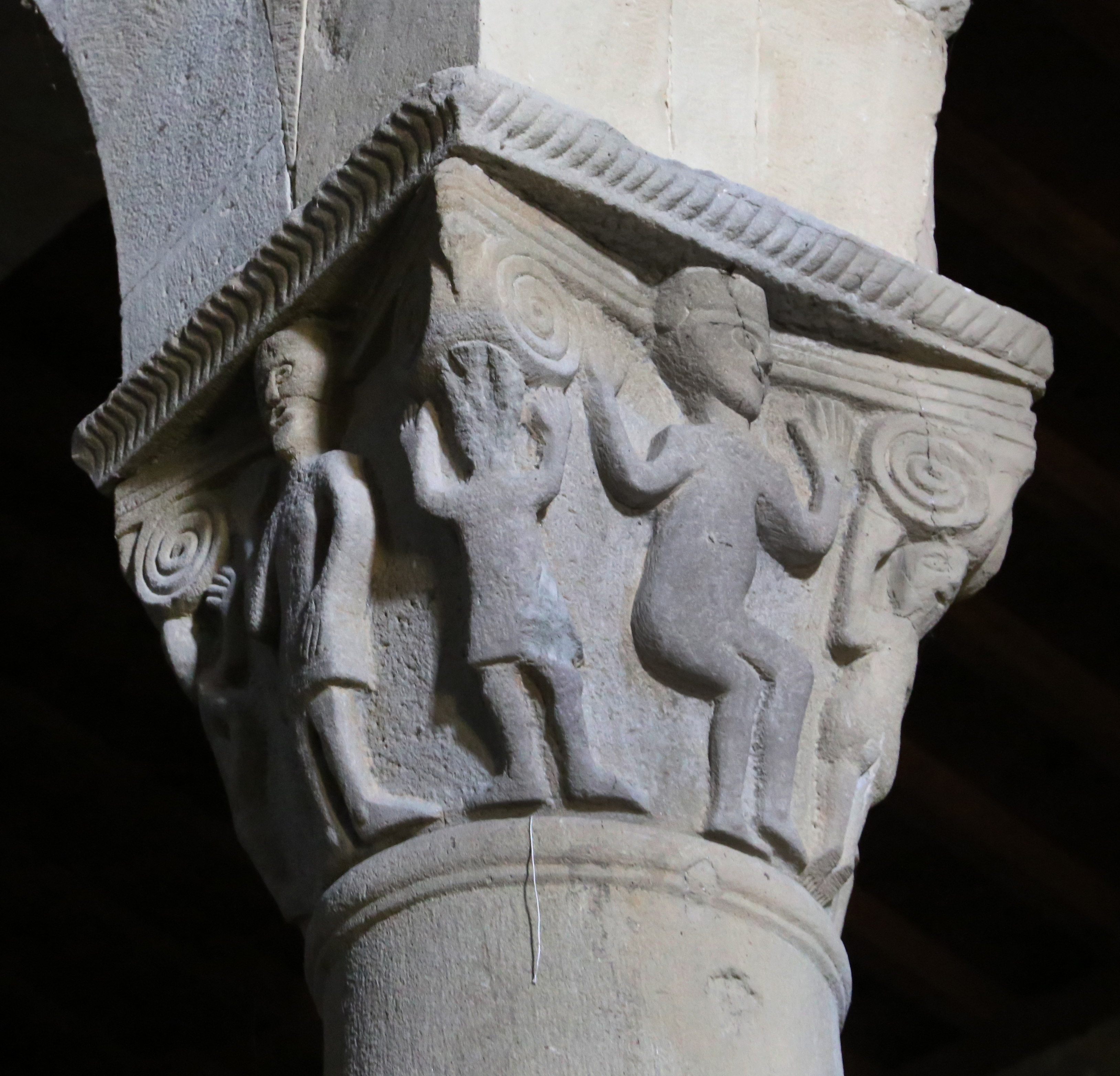
Castel san Niccolò, Strada in Casentino, Pieve di San Martino a Vado, interno, capitello con figure umane

L'interno si presenta di sette campate, diviso in tre navate da sei colonne, coperto da capriate lignee moderne e concluso da un'abside semicircolare ricostruita negli anni sessanta del Novecento, seppur sulle fondazioni antiche. Le colonne della navata presentano capitelli del XII secolo, ognuno di differente foggia, opera di alcuni scultori ignoti lombardi influenzati da modelli francesi. Rappresentano un vario campionario di figure umane e zoomorfe, volute, stelle e soprattutto foglie e palmette, realizzate con una certa attenzione al dettaglio.
La chiesa conserva poi affreschi frammentari qui trasferiti, per motivi conservativi, dalla Chiesa di San Niccolò adiacente al Castello: alla parete destra un grande affresco staccato con San Niccolò tra santi e a quella sinistra un altro con una Crocifissione entrambi del XIV secolo e opera di scuola giottesca fiorentina. In controfacciata è invece un insieme composto di due parti laterali con Angeli del XIV secolo e di una Annunciazione al centro di scuola fiorentina corredato di un'iscrizione che riporta in numeri romani la data 1525.
Dell'arredo 'moderno' scampato ai 'restauri' degli anni sessanta, rimangono, appesi alla parete sinistra, il San Michele Arcangelo tra i santi Pietro e Bartolomeo di Francesco Mati, firmato e datato 1617, e la tela con la Madonna che consegna lo scapolare a San Simone Stock ed altri Santi, databile ai primi anni del Settecento e attribuito a Giovanni Antonio Pucci, allievo del Gabbiani.
Altre tele, già sugli altari secenteschi di questa chiesa, sono emigrate in altre chiese vicine: una Madonna del Rosario e Santi del 1605 di Francesco Mati, proveniente da questa chiesa, è oggi all'altare maggiore della chiesa di Santa Maria a Spalanni; l'Immacolata Concezione tra i Santi Francesco ed Andrea, firmata da Alessandro Bardelli, pittore attivo soprattutto in Valdinievole probabilmente del 1626 è nel presbiterio dell'Oratorio della Visitazione di Strada insieme alla Madonna col Bambino che appare a Sant'Antonio da Padova di Francesco Guerrieri, pittore di Fossombrone, datata 1650 e proveniente dall'altare dedicato al santo nella stessa Pieve.